# Vokov (Třebeň)
Vokov (németül: Wogau) Třebeň településrésze Csehországban a Karlovy Vary-i kerület Chebi járásában. Központi községétől 4,5 km-re délkeletre fekszik.

## Története
Elsőként 1216-ban említik. A 17. században lerombolt várát legkorábban 1261-ben említik. 1869 és 1978 között Třebeň községhez tartozott, ezt követően 1980-ig Františkovy Lázně településrésze volt. 1998-tól ismét Třebeň-hez tartozik.

## Nevezetessége k
- Mária Magdolna kápolna a 18. század második felében épült
- Nepomuki Szent János szobrát 1780-ban készítették
- szakrális kisemlék

1. ↑  Cseh Statisztikai Hivatal: https://www.czso.cz/csu/czso/vysledky-scitani-2021-otevrena-data (cseh nyelven). (Hozzáférés: 2022. november 1.)